# Sium repens
Sium repens är en flockblommig växtart som beskrevs av Carl von Linné d.y.. Sium repens ingår i släktet vattenmärken, och familjen flockblommiga växter. Inga underarter finns listade i Catalogue of Life.